# Matthew Hopkins

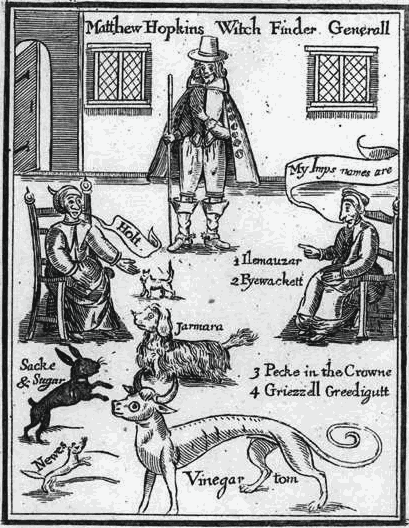
Capa do livro publicado por Matthew Hopkins, que instruia os cidadãos a identificar bruxas

Matthew Hopkins foi um notável caçador de bruxas inglês do século XVII, apelidado de General Caçador de Bruxas. Suas atividades se desenrolaram durante a Guerra Civil Inglesa. A crueldade impregnada nos atos de Matthew Hopkins gerou várias obras artísticas, tais como livros e filmes.

## História
Matthew Hopkins nasceu no condado de Suffolk, em ano desconhecido. O mais provável é que tenha nascido em 1620. Seu pai, James Hopkins, era um clérigo puritano. Matthew Hopkins trabalhava como advogado em Manningtree, uma vila próxima a Colchester, onde começou sua carreira de caçador de bruxas, depois de boatos que ouviu sobre mulheres que conversavam com o Diabo.
Matthew se dizia enviado do parlamento inglês em suas caçadas. Para conseguir a confissão de suas vítimas, Matthew e seu sócio John Stearne usavam métodos que convenciam o povo da época. A ausência de dor e sangue, conhecida como Marca do Diabo, era uma prova que Matthew usava em suas descobertas e, aproveitando deste fato, Matthew e John conseguiam, de alguma forma, espetar agulhas em mulheres sem que elas sentissem dor ou sangrassem. O uso de agulhas retráteis é uma hipótese bastante aceita, que já fora utilizada em antigas caçadas a bruxas e também citada no livro Cautio Criminalis.
Calcula-se que Matthew tenha sido o responsável pela morte de aproximadamente 200 mulheres que considerava serem bruxas. Matthew Hopkins exigia que seus serviços fossem pagos pelas comunidades onde as descobertas de bruxas ocorriam. Durante este período, Matthew Hopkins foi acusado de fazer parte de uma seita satânica. Seu livro A Descoberta das Bruxas (The Discovery of Witches) foi escrito como uma reação a isto. O livro foi publicado em 1647. Neste ano Matthew também viria a falecer em sua casa, de causas desconhecidas.